# 国吉美奈子
国吉 美奈子（くによし みなこ、3月19日 - ）は日本の女性声優。アミュレート所属。以前はオフィス野沢、メディアフォース、ディーカラーに所属していた。沖縄県出身。
2024年8月1日、ディーカラーとアミュレートとの事業統合によりアミュレートへ移籍。

## 出演作品

### テレビアニメ
- きらりん☆レボリューション（母親）
- きらりん☆レボリューシィン STAGE3（ファン）
- 極上!!めちゃモテ委員長 セカンドコレクション（女生徒）

### ドラマCD
- 世界一初恋〜高野×律編～（武藤雪菜）